# Teoría cuántica de campos axiomática
La teoría cuántica de campos axiomática comprende en realidad varios enfoques formales desarrollados para resolver problemas planteados en el seno de la teoría cuántica de campos convencional. La construcción de teorías cuánticas de campos exactas que satisfagan alguno de los conjuntos equivalentes de axiomas es un campo activo de investigación de la física matemática donde ha destacado Arthur Jaffe y su enfoque de la teoría cuántica de campos constructiva.

## Introducción
Si bien la mayoría de físicos trabajan dentro de la teoría cuántica de campos convencional a la hora de hacer cálculos prácticos con los que comparar los experimentos y plantear nuevas predicciones, el enfoque de la teoría convencional no es matemáticamente riguroso en varios aspectos y presenta diversos problemas formales.
La preocupación teórica por fundamentar de manera matemáticamente consistente la teoría cuántica de campos ha conducido en las últimas décadas a varios intentos de teoría cuántica de campos axiomática. Todos esos intentos incluyen la formulación de ciertos postulados o axiomas, sobre los que construir la teoría. Estos intentos caen en dos clases diferentes:
- El primer tipo de enfoques axiomáticos, iniciados durante los años 1950, incluyen los axiomas de Wightman, los de Osterwalder-Schrader y los de Haag-Kastler. Estos intentos trataron de formalizar la noción de "campo con valores en un conjunto de operadores" en el contexto del análisis funcional. Estos intentos tuvieron un éxito limitado, aunque fue posible demostrar que para cualquier teoría cuántica de campos que satisficiera estos axiomas eran válidos ciertos teoremas generales importantes, como el teorema espín-estadística y el teorema CPT. Sin embargo, no resultó posible probar que las teorías cuánticas de campo realistas disponibles, incluyendo el Modelo estándar satisficieran realmente estos axiomas. De hecho la mayoría de teorías que sabemos satisfacen esos axiomas son físicamente triviales, y en general se restringen a 2 dimensiones o carecen de una dinámica mínimamente interesante. De hecho el área de investigación que trata de crear teorías que satisfagan estos axiomas se denomina teoría cuántica de campos constructiva, un área en la que se lograron ciertos avances en los años 1970 gracias a los trabajos de Segal, Glimm, Jaffe y otros.
- El segundo tipo de enfoques axiomáticos, surgió durante los años 1980, y eran teorías axiomáticas basadas en conceptos geométricos. Esta línea de investigación, llamada teoría cuántica de campos topológica, se asocia principalmente con los trabajos de Michael Atiyah y Graeme Segal, y fue ampliada notablemente por Edward Witten, Richard Borcherds y Maxim Kontsevich. Sin embargo, es un hecho conocido que muchos de los modelos físicamente más relevantes de teorías cuánticas de campos, tal como el Modelo estándar, no son teorías cuánticas de campos de tipo topológico. Un ejemplo interesante de teoría cuántica que sí es de tipo topológico es la que da cuenta del efecto Hall cuántico fraccionario. A la postre parece que la teoría cuántica de campos topológica ha tenido mayor impacto en las matemáticas, en particular, en la teoría de representaciones, la topología algebraica y la geometría diferencial.

De hecho encontrar un conjunto apropiado de axiomas para la teoría cuántica de campos, que incluya los ejemplos físicos importantes, es un problema no resuelto de la física matemática. De hecho uno de los problemas del milenio consiste en probar la existencia de una teoría de Yang-Mills de cierto tipo, es un problema asociado al anterior.

## Conjuntos de axiomas
En los últimos 70 años se han propuesto varios conjuntos de axiomas, que casi equivalentes, o esencialmente equivalentes, aunque existen pequeñas diferencias en sus consecuencias. A continuación presentamos los axiomas más o menos en sus formulaciones actuales, aunque no se discuten los detalles de sus equivalencias lógicas como conjuntos de axiomas.

### Axiomas de Osterwalder-Schrader
Bajo ciertas asunciones técnicas, se ha demostrado que una teoría cuántica de campos euclidiana puede ser Wick-rotada en una QFT de Wightman (ver Axiomas de Osterwalder-Schrader). Este enfoque se basa en el formalismo de las integrales de camino del tipo:

{\displaystyle \int F[\phi (x)]F[\phi ({\bar {x}})]^{*}e^{-S[\phi ]}\ {\mathcal {D}}\phi }

Donde:
{\displaystyle S[\phi ]\,} es el funcional de acción aplicado al campo cuántico.
{\displaystyle F[\cdot ]} es un polinomio en el campo.
{\displaystyle {\mathcal {D}}\phi } es una medida sobre el conjunto de "trayectorias".

### Axiomas de Wightman
Esta es una de las muchas tentativas de poner la teoría cuántica de campos sobre una base matemática firme. Este conjunto de axiomas incorpora supuestos sobre varias cuestiones:
1. W0: Asunciones de la mecánica cuántica relativista.
2. W1: Asunciones sobre el dominio y la continuidad del campo.
3. W2: Ley de transformación del campo.
4. W3: Conmutatividad local o causalidad microscópica.

### Axiomas de Haag-Kastler
La idea fundamental de este enfoque, llamado también AQFT (Algebraic Quantum Field Theory), es construir una aplicación entre una colección de conjuntos causales del espacio tiempo y una red matemática de C*-álgebras de operadores acotados sobre un espacio de Hilbert.
Como conjuntos causales se toman frecuentemente el Interior (topología) de conos dobles. Un cono doble es la intersección del futuro causal de un punto x del espacio-tiempo con el pasado causal de otro punto y (obviamente para obtener un cono doble no trivial es necesario que y esté en el futuro causal de x). La estructura causal de una teoría de campos en este enfoque se basa en que la correspondencia entre la colección de conjuntos abiertos del espacio-tiempo de Minkowski y la red matemática de C*-algebras cumpla ciertas condiciones razonables o axiomas:
1. Monotonía. Sea {\displaystyle {\mathcal {K}}} la colección de conjuntos de code tipo doble cono del espacio-tiempo. Entonces existe una aplicación monotónica {\displaystyle U:{\mathcal {K}}\to C^{*}} tal que: {\displaystyle O_{1}\subset O_{2}\Rightarrow \exists \alpha _{12}:U(O_{1})\to U(O_{2})} tal que {\displaystyle \alpha _{12}\,} es un homeomorfimos de C*-algebras.
2. Microcausalidad. Si dos doble conos {\displaystyle O_{1}\neq O_{2}} están separados espacialmente, es decir, entre cada para de puntos de cada uno de ellos existe una distancia de tipo espacio, entonces {\displaystyle [U(O_{1}),U(O_{2})]=\{0\}}, es decir, todos los operadores de las respectivas C*-álgebras locales conmutan.
3. Covariancia frente a traslaciones. Si {\displaystyle U} es una red de álgebras de operadores definidas sobre un espacio afín, asume que existe una representación fiel y continua {\displaystyle x\mapsto \alpha _{x}} del grupo de traslaciones en {\displaystyle AutU} (grupo de automorfismos de {\displaystyle U}) y {\displaystyle \alpha _{x}(U(O))=U(O+x)} para cualquier doble cono {\displaystyle O} y cualquier traslación x.
4. Condición espectral. Sea {\displaystyle G} el grupo de traslaciones y sea {\displaystyle \omega } un estado {\displaystyle G}-invariante de {\displaystyle U}. Decimos que el par {\displaystyle (U,\omega )} satisface la condición espectral just cuando existe un subconjunto {\displaystyle G_{+}} de {\displaystyle G} tal que {\displaystyle G_{+}\cap (-G_{+})=0} y en la representación GNS {\displaystyle (H,\pi )} de {\displaystyle U} por {\displaystyle \omega }, el espectro {\displaystyle \mathrm {sp} (U)} de la representación unitaria inducida está contenida en {\displaystyle G_{+}}.
5. Aditividad sobre el cono de luz. La hipótesis de la aditividad se justifica a veces por el hecho de que no debe haber una escala de longitud mínima en la teoría, es decir, cualquier observable se genera tomando productos, sumas, etc. de observables de regiones arbitrariamente pequeñas.# Propiedad del embudo. Existe una red de álgebras de von Neumann que asigna a cada cono de luz una subálgebra, {\displaystyle O\to {\mathcal {R}}(O)} que satisface la siguiente propiedad: si dos dobles conos {\displaystyle O_{1}} y {\displaystyle O_{2}}, tales que  {\displaystyle {\bar {O}}_{1}\subset O_{2}} entonces el par {\displaystyle ({\mathcal {R}}(O_{1}),{\mathcal {R}}(O_{2}))} si existe un factor de tipo I, tal que {\displaystyle {\mathcal {R}}(O_{1})\subset {\mathcal {N}}\subset {\mathcal {R}}(O_{2})}.
6. No-trivialidad. La red {\displaystyle O\to {\mathcal {R}}(O)} de C∗-álgebras satisface que para cada doble cono {\displaystyle O}, {\displaystyle U(O)\neq \mathbb {C} I}.
7. Continuidad interna y externa.

## Investigación dentro del enfoque axiomático
La teoría cuántica de campos constructiva es un enfoque matemáticamente riguroso que ha logrado construir teorías que satisfacen los axiomas para espacios-tiempos de dimensiones inferiores a cuatro (en particular se han construido teorías para campos escalares con 1 dimensión temporal y dos espaciales). El trabajo no ha podido ser generalizado con éxito al espacio-tiempo de cuatro dimensiones, por lo que en realidad se sigue trabajando para encontrar una teoría adecuada en ese caso.
Igualmente, se sospecha que el quinto problema del milenio que se pregunta como se puede formular rigurosamente una teoría de Yang-Mills para el grupo no abeliano SU(3), relacionado con la cromodinámica cuántica, y si esta presenta como se cree un primer estado no vacío con energía estrictamente positiva y, por tanto, con un intervalo másico respecto al vacío.